# 天上山
天上山，又名內坡山、皇帝山，位於新北市土城區與三峽區交界處，臨近新店區境，海拔430公尺，山頂有顆三等三角點（1099號），為台灣小百岳之一。天上山峰頂建有木製觀景平台，因係天上山系最高峰，視野極佳，向東北可眺望五城山、文筆山，向北可眺望南天母山，向西北可俯瞰承天禪寺。天氣良好時，北面山腳下的土城市區一目瞭然；亦可遠望台北盆地西半部及更遠的大屯山、觀音山一帶。
近年來當地政府已將天上山一帶的登山路徑結合起來，規劃成「天上山登山步道」。